# Andrómeda V
Andrómeda V es una galaxia enana esferoidal la cual se encuentra alrededor de 2.52 millones de años luz en la constelación de Andrómeda.
Andrómeda V fue descubierta por Armandroff y otros colaboradores. Fue publicada en 1998 después del análisis realizado a la versión digitalizada del segundo estudio del cielo (POSS-II).
Realizado por el Observatorio Palomar en San Diego, California.
La metalicidad de Andrómeda V está por encima del promedio comparada con otras galaxias enanas del Grupo Local.